# Toni Braxton
Toni Michele Braxton (n. 7 octombrie 1967, Severn, Maryland, SUA) este o cântăreață americană de muzică pop și R&B, compozitoare și actriță de film. Braxton este cel mai bine cunoscută pentru hituri precum "Unbreak My Heart", "Breathe Again", "Another Sad Love Song". A câștigat 6 premii Grammy și alte premii muzicale de prestigiu. Toni Braxton este unul dintre cei mai plin de succes cântăreți ai anilor 1990 și fiind recunoscută ca una dintre vocile cele mai remarcabile ale generației sale. 
Albumul său de debut omonim a fost lansat în 1993 și a fost vândut în peste zece milioane de copii în întreaga lume, conținând hit-uri precum "Another Sad Love Song" și "Breathe Again" și i-a adus lui Braxton trei premii Grammy, inclusiv pentru cel mai bun nou artist. Lansat în 1996, al doilea său album, Secrete, a fost vândut în peste 13 milioane de exemplare în întreaga lume. Albumul a conținut melodii care s-au clasat pe locul 1 Billboard Hot 100: "You're Makin' Me High" și "Unbreak My Heart", ultimul devenind cântecul ei „semnătură” și al doilea single cel mai bine vândut din toate timpurile de către un artist de sex feminin. Braxton a câștigat două premii Grammy pentru al doilea său album. În 2000, cel de-al treilea album, The Heat, a fost lansat. S-a vândut în peste patru milioane de exemplare și a inclus single-ul de succes "He Wasn't Man Enough", pentru care Braxton a primit un premiu Grammy. A lansat apoi alte trei albume de studio - More Than A Woman (2002), Libra (2005) și Pulse (2010), confruntându-se cu probleme personale și conflicte de etichetare între aceste lansări. În 2014, Braxton și colaboratorul său de mult timp Babyface (Kenneth Edmonds) au lansat un album-duet intitulat Love, Marriage & Divorce (Dragoste, căsătorie și divorț). 
De-a lungul carierei sale, Braxton a vândut peste 66 de milioane de discuri, inclusiv 40 de milioane de albume, în întreaga lume. A câștigat șase premii Grammy, nouă premii Billboard Music, șapte premii American Music și multe alte premii și nominalizări. În afară de succesul din cariera muzicală, Braxton a devenit o personalitate de televiziune, implicându-se în sezonul 7 al reality-show-ului Dancing with the Stars (Dansez pentru tine) și în serialul Braxton Family Values, în care joacă Braxton și surorile ei, din 2011 pe canalul american WE tv. La 18 septembrie 2011, Braxton a fost adăugată în Georgia Music Hall of Fame.

## Discografie

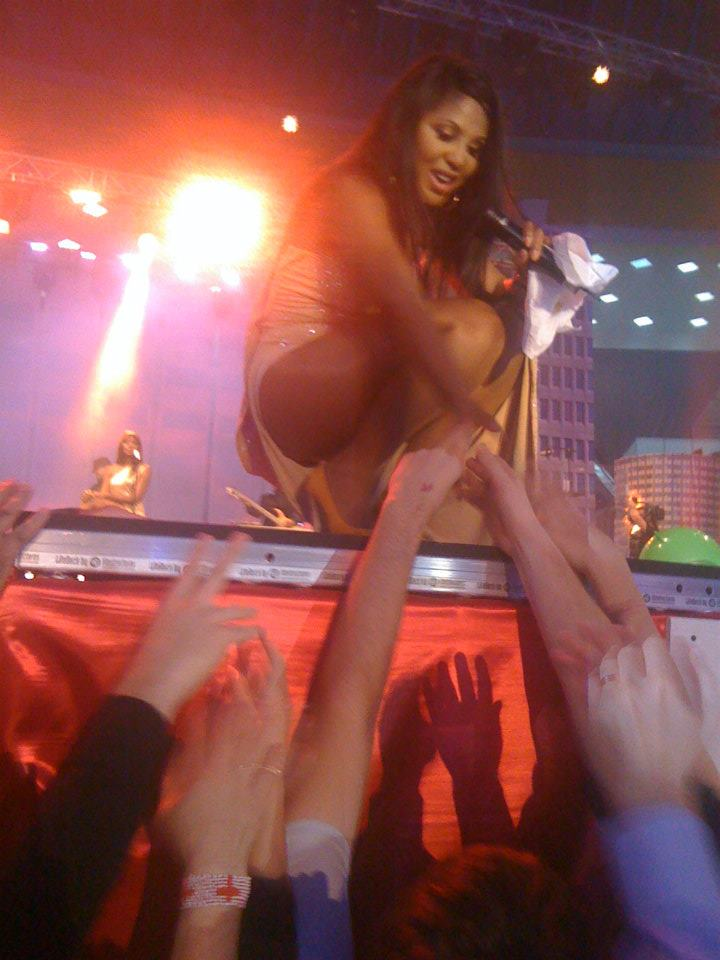
Toni Braxton în România, în timpul Ajunului Anului Nou 2011

### Albume de studio
Solo
- 1993: Toni Braxton
- 1996: Secrets
- 2000: The Heat
- 2002: More Than a Woman
- 2005: Libra
- 2010: Pulse

Duet
- 2014: Love, Marriage & Divorce (cu Babyface)

### Albume de Crăciun
- 2001: Snowflakes

## Filmografie
- 2001: Înmormântarea  ca Juanita Slocumb
- 2002: Play'd: A Hip Hop Story (TV) ca Shonda
- 2005: Kevin Hill (3 Episodes, serial TV) ca Terry Knox
- 2011–present Braxton Family Values (TV, Reality-show) ca Toni Braxton
- 2012: The Oogieloves in the Big Balloon Adventure ca Rosalie Rosebud
- 2013: Twist of Faith (film TV — Lifetime) ca Nina
- 2014: My Name Is Love: The Darlene Love Story (film TV — OWN) ca Darlene Love

## Legături externe
- Materiale media legate de Toni Braxton la Wikimedia Commons
- Site web oficial
- Toni Braxton la AllMusic
- Toni Braxton la Internet Movie Database
- en Toni Braxton la Internet Broadway Database
- Toni Braxton la Allmovie
- Toni Braxton la CineMagia